# 卡尔文·柯立芝总统图书馆暨博物馆
卡尔文·柯立芝总统图书馆暨博物馆（Calvin Coolidge Presidential Library and Museum）是第30任美国总统卡尔文·柯立芝的总统图书馆。
卡尔文·柯立芝总统图书馆位于马萨诸塞州北安普敦福布斯图书馆。柯立芝曾在此担任市长。